# エレクトロニック・ロック
エレクトロニック・ロック (英: Electronic rock) はロックと電子音楽を融合させたジャンル。2000年代後半以降、エレクトロニック・ロックは徐々に人気を博しつつある。

## 特徴
エレクトロニック・ロックはロックと電子音楽の融合ジャンルなので、シンセサイザー、メロトロン、エレクトリック・ギター、ドラムキットなどが主に使われる。しかし、なかにはギターの使用を控えるものもいる。ヴォーカルはメロウだったり、明るかったりすることが多いが、インスト曲も多い。

## サブジャンルとその他の用語
本来、"プログレッシブ・ロック"（"プログ・ロック"）という用語は、1960年に今でいう「エレクトロニック・ロック」を指す言葉として生まれたが、"プログ"という言葉はのちに、先進的で実験的なアプローチをとる感性とは無縁の伝統的な音楽表現へとその意味が限定されていった。
エレクトロニック・ロックはインダストリアル・ロック、シンセポップ、ダンス・パンク、インディートロニカ、ニュー・ウェイヴなどとも関連づけられ、サブジャンルにはエレクトロクラッシュ、ニュー・レイヴ、ポスト・パンク・リヴァイヴァル、ポスト・パンクなどがある。トランスやテクノなど、その他の電子音楽のサブジャンルがロックと融合することもあるが、その場合はそれぞれトランス・ロックやテクノ・ロックなどと称される。
ヘヴィメタルは電子音楽と融合することもあり、「エレクトロニック・メタル」、「エレクトロニック・ダンス・メタル」、「トランス・メタル」などと呼ばれる。
ヘヴィメタル同様、パンク・ロックも電子音楽との融合が進んでおり、サブジャンルとしてシンセパンクやダンス・パンクなどがうまれている。